# Karl von Müller (militär)
Karl von Müller, född 16 juni 1873 i Hannover, död 11 mars 1923 i Braunschweig, var en tysk sjöofficer.
Müller var fartygschef på den tyska kryssaren Emden under första världskrigets första år. Müller gjorde sig känd inte bara som en skicklig och djärv fartygschef under Emdens operationer och sista kamp mot övermakten, utan även för human behandling av handelskrigets offer. Efter Emdens undergång 9 november 1914 råkade Müller i brittisk fångenskap.